# Verstoring (ecologie)
Een verstoring is in de ecologie een gebeurtenis die ervoor zorgt dat een ecosysteem sprongsgewijs verandert. 

## Achtergrond
De successie die optreedt na een verstoring volgens het model van Picket et al. wordt sterk gestuurd door de voorafgaande situatie, maar ook door verspreiding kunnen soorten zich op deze nieuw gevormde open plekken vestigen. Na verstoring kunnen zich ruigten en ruderale vegetaties ontwikkelen. Welke soorten zich uiteindelijk zullen vestigen hangt af van de beschikbaarheid van die soorten en daarnaast van de verschillen in eigenschappen van die soorten. Zoals verschillen in beschikbaarheid van groeifactoren, ecofysiologie, levenscyclus, concurrentie, allelopathie en herbivorie.

## Voorbeeld: omgewaaide douglasspar
In een bosecosysteem zijn verstoringen belangrijk om het verlies aan lichtbehoevende en warmteminnende soorten tegen te gaan en verjonging te stimuleren. 
Een douglasspar (Pseudotsuga menziesii) is omgewaaid. Op de ontstane open plek begint de secundaire successie. Op de plek waar de douglasspar oorspronkelijk geworteld was kunnen verschillende soorten mos zich vestigen. En om de stam heen, waar door een gat in het kronendak veel licht beschikbaar is en door de aanwezigheid van zaad van de douglasspar, treedt verjonging op en vestigen zich verschillende jonge douglassparren.